# ژو شوئه‌یینگ
ژو شوئه‌اینگ (انگلیسی: Zhu Xueying؛ زادهٔ ۲ مارس ۱۹۹۸) ژیمناست ترامپولین اهل چین است.